# Placówka Straży Granicznej II linii „Sosnowiec”
Placówka Straży Granicznej II linii „Sosnowiec” – jednostka organizacyjna Straży Granicznej pełniąca służbę ochronną na granicy polsko-niemieckiej w okresie międzywojennym.

## Formowanie i zmiany organizacyjne
Rozporządzeniem Prezydenta Rzeczypospolitej Polskiej Ignacego Mościckiego z 22 marca 1928 roku, do ochrony północnej, zachodniej i południowej granicy państwa, a w szczególności do ich ochrony celnej, powoływano z dniem 2 kwietnia 1928 roku  Straż Graniczną.
Rozkazem nr 4 z 30 kwietnia 1928 roku w sprawie organizacji Śląskiego Inspektoratu Okręgowego dowódca Straży Granicznej gen. bryg. Stefan Pasławski określił strukturę organizacyjną komisariatu SG „Kamień”. 
Rozkazem nr 1 z 25 lutego 1932 roku w sprawach organizacyjnych komendant Straży Granicznej płk Jan Jur-Gorzechowski utworzył placówka II linii „Będzin”.
Placówka podlegała komisariatowi pod względem gospodarczym, a pod względem służbowym oficerowi informacyjnemu Śląskiego Inspektoratu okręgowego SG.

W kronice komisariatu Piekary napisano: z dniem 20 października 1932 roku przydzielono z komisariatu Straży Granicznej „Lipiny” placówkę Straży Granicznej II linii „Będzin”. Placówka posiadała posterunek w Zawierciu (wcześniej Wojkowice Komorne). Do placówki przyłączono posterunki wywiadowcze „Czeladź” i „Sosnowiec”. 
Z dniem 30 listopada 1935 roku placówkę przeniesiono do Sosnowca i przemianowano ja.

## Kierownicy/dowódcy placówki
| stopień     | imię i nazwisko         | okres pełnienia służby |
| ----------- | ----------------------- | ---------------------- |
| aspirant    | Henryk Muck             | 20 X 1932 – 9 XI 1935  |
| aspirant    | Franciszek Mazurkiewicz | 9 XI 1935 –            |
| podkomisarz | Jan Gieżyński           | był w 1939             |